# Le Temps (quotidien français, 1849)
Pour les articles homonymes, voir Le Temps.
Ne doit pas être confondu avec Le Temps (quotidien français, 1861-1942).
Le Temps est un quotidien français, aujourd'hui disparu, dont 290 numéros ont paru du 1er mars 1849 au 12 décembre 1849.
Sous-titré « Journal de la république progressive », Le Temps est fondé par Xavier Durrieu, journaliste et homme politique, député à l'Assemblée constituante.

## Sources
- Notice BNF